# Dryas (plante)
Pour les articles homonymes, voir Dryade (homonymie).
Genre
Classification APG II (2003)
Dryas (les dryades) est un genre de plantes à fleurs de la famille des rosacées.
Ce sont des plantes vivaces.

## Liste d'espèces
Selon BioLib (9 mai 2021) :
- Dryas alaskensis A.E. Porsild
- Dryas caucasica Juz.
- Dryas drummondii Richards. ex Hook.
- Dryas grandis Juz.
- Dryas incisa Juz.
- Dryas integrifolia Vahl - Dryade à feuilles entières
- Dryas octopetala L. - Dryade à huit pétales
- Dryas oxyodonta Juz.
- Dryas sumneviczii Serg.
- Dryas viscosa Juz.